# 안산 분기점

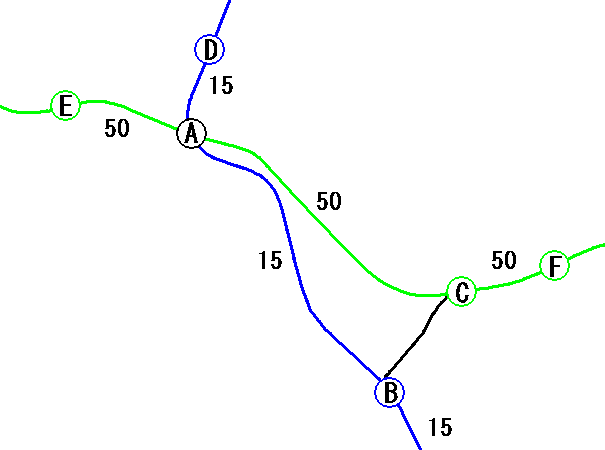
안산, 팔곡, 둔대 분기점의 위치관계도
(파란색-서해안선(15), 초록색-영동선(50))
A:안산 분기점, B:팔곡 분기점, C:둔대 분기점
D:서서울 요금소, E:안산 나들목, F:군포 나들목

안산 분기점(安山分岐點, Ansan Junction, 안산JC)은 경기도 안산시 상록구 부곡동과 장하동에 걸쳐 설치된 서해안고속도로와 영동고속도로가 만나는 분기점이다.

## 연혁
개통 초기에는 영동고속도로의 기점에 위치한 나들목으로서 국도 제42호선 (수인로)에 접속하는 트럼펫형 교차로의 형태였다. 이후 북쪽으로 서해안고속도로가 개통하면서 고속도로끼리 분기하는 분기점으로 변모하였으며 기존에 국도 제42호선에 접속하던 램프는 폐쇄되었다.
- 1987년 12월 31일 : 분기점 신설을 위해 반월 도시계획시설 교통광장에 안산시 부곡동 일원을 반월 분기점으로 고시[3]
- 1991년 3월 22일 : 분기점 신설을 위해 기존 반월 분기점 건설 계획을 변경해 반월도시계획시설 교통광장에 안산 분기점으로 고시[4]
- 1991년 11월 29일 : 신갈반월고속도로 개통과 함께 통행 개시[5]
- 1995년 12월 28일 : 시흥안산고속도로 일직 ~ 안산 구간 개통으로 분기점 형태 변경[6]
- 1996년 1월 12일: 1996년 12월까지 분기점 확장 공사로 인해 경기도 안산시 양상동 ~ 부곡동 3.52km 구간 도로구역 변경[7]
- 1996년 3월 7일 : 1996년 12월까지 신갈 ~ 안산 고속도로 확장 공사로 인해 팔곡 분기점 ~ 둔대 분기점 연결도로(경기도 군포시 대야미동 ~ 안산시 건건동) 850m 구간 도로구역 변경[8]
- 1996년 12월 17일: 서해안고속도로 안산 ~ 포승 구간 개통과 함께 팔곡 분기점과 둔대 분기점 개통[9]
- 1997년 6월 25일 : 신갈 ~ 안산고속도로 확장 공사로 분기점 개량을 위해 도로구역 변경[10]
- 1998년 9월 21일 : 2001년 12월까지 분기점 선형 변경을 위해 경기도 용인시 기흥읍 신갈리 ~ 안산시 장하동 23.2km 구간 도로구역 변경[11]
- 2001년 8월 25일 : 서해안고속도로 서창 분기점 ~ 안산 분기점 구간과 신갈안산고속도로가 영동고속도로에, 서울안산고속도로가 서해안고속도로에 편입.
- 2005년 2월 1일 : 2006년까지 분기점 ~ 서서울 요금소 구간 차로 확장 공사로 인해 경기도 안산시 상록구 장하동 구간 도로구역 변경[12]
- 2010년 3월 31일 : 안산 ~ 일직 구간 왕복 8 ~ 10차선 확장 공사를 위해 안산시 도시계획구역 교통광장 위치를 양상동 일원에서 부곡동 일원으로 변경[13]

## 구조물 정보
일부 구조가 제거된 클로버스택형 입체 교차로이며 서해안고속도로 서울 방향에서 영동고속도로 강릉 방향으로 이어지는 램프와 영동고속도로 인천 방향에서 서해안고속도로 목포 방향으로 이어지는 램프가 없다. 이 때문에 이 분기점에 없는 서해안고속도로 서울 방향에서 영동고속도로 강릉 방향으로, 영동고속도로 인천 방향에서 서해안고속도로 목포 방향으로 통행은 팔곡 분기점과 둔대 분기점을 통해 이루어지고 있다.
- 위치 : 경기도 안산시 상록구 부곡동, 장하동

## 접속하는 노선

### 무안・서울방면
- 서해안고속도로 (32번)

### 인천・강릉방면
- 영동고속도로 (6번)

## 팔곡 분기점과 둔대 분기점
팔곡 분기점(Palgok Junction, 팔곡JC)과 둔대 분기점(Dundae Junction, 둔대JC)은 안산 분기점의 일부였으며, 이 중 팔곡 분기점은 경기도 안산시 상록구 팔곡일동에 설치된 서해안고속도로의 31-1번 분기점이고, 둔대 분기점은 경기도 군포시 둔대동에 설치된 영동고속도로의 7번 분기점이다. 두 분기점 모두 안산 분기점 개통 당시에는 없었던 분기점이였으나, 1996년 12월 17일 서해안고속도로 서평택 나들목 ~ 안산 분기점 구간이 개통되면서 같이 개통되었다. 그러나 안산 분기점의 본체로부터 멀리 (약 4.5km) 떨어져 있는 관계로 도로 안내 등의 편의를 위하여 소재지를 따서 붙여진 편의적인 비공식 명칭으로써 장기간 통용되어 왔으며, 2012년부터는 정식으로 독립된 분기점이 되어 공식적인 명칭이 되었다.

### 구조물 정보
- 팔곡 분기점 : 경기도 안산시 상록구 팔곡일동 북위 37° 18′ 36.88″ 동경 126° 53′ 36.18″ / 북위 37.3102444°  동경 126.8933833°
- 둔대 분기점 : 경기도 군포시 둔대동 북위 37° 19′ 20.07″ 동경 126° 54′ 13.68″ / 북위 37.3222417°  동경 126.9038000°

### 접속하는 노선

#### 목포・서울방면
- 서해안고속도로 (31-1번) (팔곡 분기점)

#### 인천・강릉방면
- 영동고속도로 (7번) (둔대 분기점)

#### 팔곡・둔대방면
- 팔곡 분기점 ~ 둔대 분기점 연결도로